# Fédération tunisienne de tennis de table
La Fédération tunisienne de tennis de table (FTTT) est l'instance gérant le tennis de table en Tunisie. Elle est créée le 8 mars 1968 et placée sous la tutelle du ministère de la Jeunesse et des Sports.
Plus de quarante équipes sont inscrites à la FTTT depuis sa création et participent aux différents évènements organisés par cette dernière à savoir :
- le championnat de Tunisie par équipe ;
- la coupe de Tunisie par équipe ;
- le championnat de Tunisie en individuel ;
- les tournois régionaux pour la sélection nationale.

Les équipes les plus connues qui poursuivent leurs activités en 2017 sont :
- l'Association de tennis de table de Soliman
- l'Association Raf Raf Sport
- l'Association sportive de la cimenterie de Bizerte
- l'Étoile sportive de Tataouine
- la Grappe d’or de Grombalia
- la Maison de jeunes de Sakiet Ezzit
- la Maison de jeunes d’El Aïn
- la Raquette d’or de Bizerte
- la Raquette d’or de Bou Merdes
- la Raquette d’or de Kalâa Seghira
- le Club de tennis de table de Degache
- le Club de tennis de table de Lamta (anciennement Jeunesse sportive de Lamta)
- le Club de tennis de table de Touza
- le Club de tennis de table de Tozeur
- le Club Thysdrus El Jem de tennis de table
- le Progrès athlétique club témimien
- le Tunis Air Club
- le Zaouiet Kontoch Sport